# Montegiardino
Montegiardino (Munt Giardêin in romagnolo nella variante sammarinese) è un castello della Repubblica di San Marino di 983 abitanti ed un'estensione di 3,31 km², il meno popoloso ed il meno esteso della Repubblica.

## Geografia fisica
Confina con i castelli di Fiorentino e Faetano e con i comuni italiani di Sassofeltrio, in provincia di Rimini, e Monte Grimano Terme, in provincia di Pesaro e Urbino.

Mappa del castello di Montegiardino con i castelli e i comuni confinanti

## Origini del nome
Il toponimo fa riferimento al verde del suo territorio, di tipo collinare e montuoso che è ripreso anche nello stemma.

## Storia
Le origini di Montegiardino risalgono ai Longobardi, già parte dei domini dei Malatesta, nel 1463 entrò a far parte della Repubblica di San Marino. Vi ha sede il Dipartimento di Economia e Tecnologia dell'Università di San Marino.

## Società

### Evoluzione demografica
Abitanti censiti

## Geografia antropica

### Curazie
- Cerbaiola

## Amministrazione
La casa di Castello si trova sulla Salita al Castello, 4.
Alle elezioni del 29 novembre 2020 è stato eletto come Capitano di Castello Giacomo Rinaldi dell'unica lista civica Insieme per Montegiardino con tutti e sei i seggi della Giunta di Castello .
| Periodo          | Periodo          | Primo cittadino | Partito                                | Carica               | Note |
| ---------------- | ---------------- | --------------- | -------------------------------------- | -------------------- | ---- |
| 12 giugno 1994   | 13 dicembre 1997 | Paolo Bollini   | Lista civica                           | Capitano di Castello |      |
| 14 dicembre 1997 | 22 dicembre 2008 | Italo Righi     | Lista civica                           | Capitano di Castello |      |
| 22 dicembre 2008 | 30 novembre 2014 | Marta Fabbri    | Lista civica                           | Capitano di Castello |      |
| 30 novembre 2014 |                  | Giacomo Rinaldi | Lista civica Insieme per Montegiardino | Capitano di Castello |      |

## Sport
Il club calcistico del castello è la S.P. La Fiorita.